# Shrove Cove
Die Shrove Cove ist eine Bucht der westantarktischen James-Ross-Insel. Sie liegt rund 6 km südlich der Saint Martha Cove auf der Westseite der Croft Bay.
Das UK Antarctic Place-Names Committee benannte sie 1993 so, weil die Fahrt auf der RRS John Biscoe zur Vermessung dieser Bucht am 7. Februar 1989, einem Fastnachtsdienstag (englisch Shrove Tuesday), stattgefunden hat.